# Saltos ornamentais no Campeonato Mundial de Esportes Aquáticos de 2024 - Plataforma 10 m individual masculino

A prova da plataforma 10 m individual masculino dos saltos ornamentais no Campeonato Mundial de Esportes Aquáticos de 2024 foi realizada nos dias 9 e 10 de fevereiro de 2024 em Doha, no Catar.

## Cronograma
Todos os horários estão na hora local (UTC+3).
| Data            | Hora  | Evento        |
| --------------- | ----- | ------------- |
| 9 de fevereiro  | 12:32 | Eliminatórias |
| 10 de fevereiro | 10:02 | Semifinal     |
| 10 de fevereiro | 18:32 | Final         |

## Formato da competição
A competição consiste em três rodadas: eliminatória, semifinal e final. Os 18 melhores saltadores nas eliminatórias avançam a semifinal, onde apenas os 12 melhores avançam até a final. Aquele com o melhor tempo garante a medalha de ouro.

## Medalhistas
| Ouro             | Prata            | Bronze                   |
| Yang Hao · China | Cao Yuan · China | Oleksiy Sereda · Ucrânia |

## Resultados
| Pos.              | Saltador                 | Nacionalidade   | Eliminatória | Eliminatória | Semifinal     | Semifinal     | Final         | Final         |
| Pos.              | Saltador                 | Nacionalidade   | Pontos       | Pos.         | Pontos        | Pos.          | Pontos        | Pos.          |
| ----------------- | ------------------------ | --------------- | ------------ | ------------ | ------------- | ------------- | ------------- | ------------- |
| Medalha de ouro   | Yang Hao                 | China           | 497.70       | 2            | 468.15        | 3             | 564.05        | 1             |
| Medalha de prata  | Cao Yuan                 | China           | 503.80       | 1            | 492.75        | 1             | 553.20        | 2             |
| Medalha de bronze | Oleksiy Sereda           | Ucrânia         | 446.40       | 5            | 441.70        | 5             | 528.65        | 3             |
| 4                 | Randal Willars           | México          | 449.75       | 4            | 468.55        | 2             | 505.00        | 4             |
| 5                 | Rylan Wiens              | Canadá          | 415.95       | 9            | 456.95        | 4             | 489.20        | 5             |
| 6                 | Kyle Kothari             | Grã-Bretanha    | 398.10       | 11           | 409.00        | 11            | 482.20        | 6             |
| 7                 | Noah Williams            | Grã-Bretanha    | 451.95       | 3            | 439.70        | 6             | 479.05        | 7             |
| 8                 | Brandon Loschiavo        | Estados Unidos  | 409.00       | 10           | 413.65        | 9             | 453.35        | 8             |
| 9                 | Nathan Zsombor-Murray    | Canadá          | 433.55       | 7            | 415.40        | 8             | 452.25        | 9             |
| 10                | Kevin Berlín             | México          | 435.80       | 6            | 410.60        | 10            | 389.25        | 10            |
| 11                | Robert Łukaszewicz       | Polónia         | 372.25       | 15           | 406.80        | 12            | 387.55        | 11            |
| 12                | Igor Myalin              | Uzbequistão     | 377.85       | 14           | 415.80        | 7             | 379.80        | 12            |
| 13                | Sebastián Villa          | Colômbia        | 372.15       | 16           | 385.40        | 13            | Não avançaram | Não avançaram |
| 14                | Im Yong-myong            | Coreia do Norte | 416.60       | 8            | 383.45        | 14            | Não avançaram | Não avançaram |
| 15                | Andreas Sargent Larsen   | Itália          | 365.85       | 18           | 361.15        | 15            | Não avançaram | Não avançaram |
| 16                | Riccardo Giovannini      | Itália          | 379.75       | 13           | 360.05        | 16            | Não avançaram | Não avançaram |
| 17                | Anton Knoll              | Áustria         | 368.00       | 17           | 320.95        | 17            | Não avançaram | Não avançaram |
| 18                | Shin Jung-whi            | Coreia do Sul   | 379.85       | 12           | 302.55        | 18            | Não avançaram | Não avançaram |
| 19                | Joshua Hedberg           | Estados Unidos  | 365.75       | 19           | Não avançaram | Não avançaram | Não avançaram | Não avançaram |
| 20                | Emanuel Vázquez          | Porto Rico      | 359.30       | 20           | Não avançaram | Não avançaram | Não avançaram | Não avançaram |
| 21                | Jaxon Bowshire           | Austrália       | 357.35       | 21           | Não avançaram | Não avançaram | Não avançaram | Não avançaram |
| 22                | Yevhen Naumenko          | Ucrânia         | 354.70       | 22           | Não avançaram | Não avançaram | Não avançaram | Não avançaram |
| 23                | Jorge Rodríguez          | Espanha         | 353.35       | 23           | Não avançaram | Não avançaram | Não avançaram | Não avançaram |
| 24                | Jaden Eikermann          | Alemanha        | 351.60       | 24           | Não avançaram | Não avançaram | Não avançaram | Não avançaram |
| 25                | Carlos Camacho           | Espanha         | 350.70       | 25           | Não avançaram | Não avançaram | Não avançaram | Não avançaram |
| 26                | Jesus González           | Venezuela       | 347.10       | 26           | Não avançaram | Não avançaram | Não avançaram | Não avançaram |
| 27                | Enrique Harold           | Malásia         | 340.40       | 27           | Não avançaram | Não avançaram | Não avançaram | Não avançaram |
| 28                | Isak Børslien            | Noruega         | 338.15       | 28           | Não avançaram | Não avançaram | Não avançaram | Não avançaram |
| 29                | Nathan Brown             | Nova Zelândia   | 331.10       | 29           | Não avançaram | Não avançaram | Não avançaram | Não avançaram |
| 30                | Carlos Ramos             | Cuba            | 329.45       | 30           | Não avançaram | Não avançaram | Não avançaram | Não avançaram |
| 31                | Leonardo García          | Colômbia        | 318.75       | 31           | Não avançaram | Não avançaram | Não avançaram | Não avançaram |
| 32                | Jellson Jabillin         | Malásia         | 318.10       | 32           | Não avançaram | Não avançaram | Não avançaram | Não avançaram |
| 33                | Omar El-Sayed            | Egito           | 315.10       | 33           | Não avançaram | Não avançaram | Não avançaram | Não avançaram |
| 34                | Shen Lee                 | Singapura       | 313.50       | 34           | Não avançaram | Não avançaram | Não avançaram | Não avançaram |
| 35                | Athanasios Tsirikos      | Grécia          | 305.30       | 35           | Não avançaram | Não avançaram | Não avançaram | Não avançaram |
| 36                | Dariush Lotfi            | Áustria         | 290.15       | 36           | Não avançaram | Não avançaram | Não avançaram | Não avançaram |
| 37                | Ko Che-won               | Coreia do Norte | 281.20       | 37           | Não avançaram | Não avançaram | Não avançaram | Não avançaram |
| 38                | Luis Avila Sanchez       | Alemanha        | 272.20       | 38           | Não avançaram | Não avançaram | Não avançaram | Não avançaram |
| 39                | Kai Kaneto               | Japão           | 261.30       | 39           | Não avançaram | Não avançaram | Não avançaram | Não avançaram |
| 40                | Constantin Popovici      | Roménia         | 257.10       | 40           | Não avançaram | Não avançaram | Não avançaram | Não avançaram |
| 41                | Ningthoujam Wilson Singh | Índia           | 254.85       | 41           | Não avançaram | Não avançaram | Não avançaram | Não avançaram |
| 42                | Luke Sipkes              | Nova Zelândia   | 252.00       | 42           | Não avançaram | Não avançaram | Não avançaram | Não avançaram |
| 43                | Walter Rojas             | Venezuela       | 241.90       | 43           | Não avançaram | Não avançaram | Não avançaram | Não avançaram |
| 44                | Aleksa Teofilović        | Sérvia          | 234.95       | 44           | Não avançaram | Não avançaram | Não avançaram | Não avançaram |
| 45                | Ramez Sobhy              | Egito           | 233.50       | 45           | Não avançaram | Não avançaram | Não avançaram | Não avançaram |
|                   | Kim Yeong-taek           | Coreia do Sul   | DNS          | DNS          | DNS           | DNS           | DNS           | DNS           |